# Coupe de France de rugby à XIII 2014-2015
Navigation
Édition précédente Édition suivante
La Coupe de France de rugby à XIII 2014-2015 est la 77e édition de la Coupe de France, compétition à élimination directe mettant aux prises des clubs de rugby à XIII amateurs et professionnels affiliés à la Fédération française de rugby à XIII.
La finale a eu lieu au stade Albert Domec le dimanche 11 avril 2015 et a vu la victoire du FC Lézignan, 27-25 contre Saint-Estève XIII catalan. Il s'agit de la sixième victoire de Lézignan dans cette compétition (après 1960, 1966, 1970, 2010 et 2011).

## 1ertour(13 - 14 décembre 2014)
Légende : (1) Elite 1, (2) Elite 2 , (3) DN.
|  | AS Clairac XIII (3) | 23 - 22 | (2) La Réole |  |
|  |                     |         |              |  |
|  |                     |         |              |  |

|  | Montpellier (2) | 4 -28 | (2) Villefranche |  |
|  |                 |       |                  |  |
|  |                 |       |                  |  |

|  | Ferrals (3) | 20 - 36 | (2) Saint-Gaudens |  |
|  |             |         |                   |  |
|  |             |         |                   |  |

|  | Lescure (2) | 18 - 14 | (2) Toulouse Broncos |  |
|  |             |         |                      |  |
|  |             |         |                      |  |

|  | Tonneins (2) | 16 - 26 | (2) Réalmont |  |
|  |              |         |              |  |
|  |              |         |              |  |

|  | Albi (2) | 38 - 24 | (2) Baho |  |
|  |          |         |          |  |
|  |          |         |          |  |

|  | Villegailhenc-Aragon (3) | 22 - 20 | (2) Lyon-Villeurbanne |  |
|  |                          |         |                       |  |
|  |                          |         |                       |  |

|  | Le Soler (3) | 10 - 44 | (2) Carpentras |  |
|  |              |         |                |  |
|  |              |         |                |  |

## Huitième de finale (17 - 18 janvier 2015 )
|  | Réalmont (2) | 0 - 94 | (1) Limoux |  |
|  |              |        |            |  |
|  |              |        |            |  |

|  | Villegailhenc-Aragon (3) | 8 - 60 | (1) Lézignan |  |
|  |                          |        |              |  |
|  |                          |        |              |  |

|  | AS Clairac XIII (3) | 10 - 46 | (1) Villeneuve-sur-Lot |  |
|  |                     |         |                        |  |
|  |                     |         |                        |  |

|  | Albi (2) | 16 - 30 | (1) Carcassonne |  |
|  |          |         |                 |  |
|  |          |         |                 |  |

|  | Villefranche (2) | 12 - 66 | (1) Saint-Estève XIII catalan |  |
|  |                  |         |                               |  |
|  |                  |         |                               |  |

|  | Toulouse (1) | 38 - 10 | (1) Palau-del-Vidre |  |
|  |              |         |                     |  |
|  |              |         |                     |  |

|  | Lescure (2) | 20 - 27 | (2) Saint-Gaudens |  |
|  |             |         |                   |  |
|  |             |         |                   |  |

|  | Carpentras (2) | 8 - 24 | (1) Avignon |  |
|  |                |        |             |  |
|  |                |        |             |  |

## Quart de finale (14 - 15 février 2015 )
|  | Limoux (1) | 6- 42 | (1) Lézignan |  |
|  |            |       |              |  |
|  |            |       |              |  |

|  | Villeneuve-sur-Lot (1) | 12 - 38 | (1) Carcassonne |  |
|  |                        |         |                 |  |
|  |                        |         |                 |  |

|  | Saint-Estève XIII catalan (1) | 15 - 12 | (1) Toulouse |  |
|  |                               |         |              |  |
|  |                               |         |              |  |

|  | Saint-Gaudens (2) | 6 - 26 | (1) Avignon |  |
|  |                   |        |             |  |
|  |                   |        |             |  |

## Demi-finales (sur terrain neutre) (14 - 15 mars 2015 )
|  | Lézignan (1) | 8 – 4 | (1) Carcassonne |  |
|  |              |       |                 |  |
|  |              |       |                 |  |

|  | Saint-Estève XIII catalan (1) | 54 - 20 | (1) Avignon |  |
|  |                               |         |             |  |
|  |                               |         |             |  |

## Finale (11 avril 2015)
(mt :  11-12 )
Homme du match : Charles Bouzinac
Points marqués :
- Lézignan : 4 essais de Farlow (31e), Jackson (65e), Poggi (70e), Bouzinac (73e), 2 pénalités de Bouzinac (24e, 29e), 3 transformations de Bouzinac (31e, 74e) et Carrère (70e), 1 drop de Grandjean (39e)
- Saint-Estève XIII catalan : 4 essais de Springer (10e), Robin (26e, 45e), Miloudi (50e) ; 4 transformations de Guasch (10e, 26e), Jouffret (45e, 50e), 1 drop de Miloudi (54e)

Évolution du score : 0-6, 2-6, 2-12, 8-12, 10-12, 11-12, 11-18, 11-24, 11-25, 15-25, 21-25, 27-25
Arbitre :  Stéphane Vincent
Spectateurs : 4 124
- Lézignan : Cyril Stacul - Fabien Poggi, Vincent Michau, Tuki Jackson, Valentin Ferret - Anthony Carrère, Simon Grandjean - Jamal Fakir, Mathieu Liauzun, Yoan Tisseyre, Jarred Farlow, Dustin Cooper, Jordi Lignères - Pierre Nègre, Mathieu Griffi, Thibault Ancely, Charles Bouzinac - Entraîneur : Aurélien Cologni

- Saint-Estève XIII catalan : Hakim Miloudi - Jordan Sigismeau, Joseph Nègre, Thomas Ambert, Windy Buche - Stan Robin, Louis Jouffret - Gadwin Springer, Joan Guasch, Antoni Maria, Ugo Perez, Romain Navarrete, Thibault Margalet - Jordan Rieux, Alexis Meresta-Doucet, Hadrien Domergue, Vincent Pages  - Entraîneur : Cyrille Gossard

La finale a lieu le vendredi 13 avril au stade Albert Domec à Carcassonne. Il s'agit de la sixième victoire de Lézignan dans cette compétition après six finales perdues (1960, 1966, 1970, 2010 et 2011).